# Ntewane Machel
Ntewane Machel (ur. ?) – mozambicki pływak.
Reprezentował swój kraj w pływaniu na Letnich Igrzyskach Olimpijskich 1980, zajmując 42. miejsce w wyścigu na 200 metrów stylem dowolnym.